# Белый Шингарь
Белый Шингарь — река в России, протекает по Междуреченскому району Вологодской области, в Междуреченском районе. Белый Шингарь — правая составляющая реки Шингарь, образует её сливаясь с Чёрным Шингарём в деревне Пустошново (Сельское поселение Ботановское). Длина реки составляет 19 км.
Исток Белого Шингаря находится около деревни Подгорново в 22 км к юго-западу от районного центра, села Шуйское. Здесь проходит водораздел бассейнов Белого и Каспийского морей, рядом с истоком Белого Шингаря находится исток реки Волжского бассейна, которая, что любопытно, также называется Шингарь.
Белый Шингарь течёт на запад, в её долине относительно большое по местным меркам число населённых пунктов, принадлежащих сельскому поселению Ботановское. Река протекает жилые деревни Шетенево, Протасово и покинутые деревни Феднево, Гузарево, Гаврилищево. Близ впадения в Белый Шингарь крупнейшего притока Коробовка (правый, 2 км от устья) стоят деревня Одомцыно и крупная деревня Игумницево, административный центр Ботановского сельского поселения и Ботановского сельсовета.

## Данные водного реестра
По данным государственного водного реестра России относится к Двинско-Печорскому бассейновому округу, водохозяйственный участок реки — Северная Двина от начала реки до впадения реки Вычегда, без рек Юг и Сухона (от истока до Кубенского гидроузла), речной подбассейн реки — Сухона. Речной бассейн реки — Северная Двина.
Код объекта в государственном водном реестре — 03020100312103000007018.